# Scylaticus bromleyi
Scylaticus bromleyi är en tvåvingeart som beskrevs av Jason Gilbert Hayden Londt 1992. Scylaticus bromleyi ingår i släktet Scylaticus och familjen rovflugor.
Artens utbredningsområde är Lesotho. Inga underarter finns listade i Catalogue of Life.